# РАГ-30
РАГ-30 або Валар-30 — автоматичний ручний піхотний гранатомет компанії НВП «Валар», Україна, який був розроблений наприкінці 90-х років:

## Історія
Цей ручний гранатомет розроблявся для ведення вогню штатними боєприпасами до АГС-17 калібром 30мм – ВОГ-17 та ВОГ-17М. Механізм автоматики дозволяє вести вогонь як поодинокими пострілами, так і короткими чергами по 3 постріли на ефективну дальність у 600 метрів та максимальну у 1600 метрів.
Основний принцип роботи автоматики – короткий хід ствола з додатковими елементами компенсації віддачі. Це дозволило значно зменшити віддачу ручного гранатомета та зробити її майже спів ставною з віддачею штурмової гвинтівки.
Вага «Валар-30» без боєприпасів складає 9.5 кг, спорядженого барабанного магазина на 12 пострілів – 5.3 кг.
Гранатомет міг використовувати як барабанний магазин на 16 (дані з офіційної презентації гранатомету) пострілів, так і коробчастим на 5.

## Розробники
- керівник проекту - Арциховський Валерій Ігорович
- головний конструктор - Колос Ігор Ярославович
- основний ідеолог створення цього ручного гранатомету – Царьов Олександр Анатолійович (брав участь у бойових діяв в Афганістані)

## Призначення
Вогнева підтримка під час активних бойових дій на полі бою включно з боями у місті, де потрібно мати мобільний але потужний вогневий засіб у піхотинця. На відміну від габаритного АГС-17, «Валар-30»  – це зброя що не потребує підготування до стрільби у вигляді переводу станка з похідного у бойове положення.
Вперше про цю розробку стало відомо у середині 2000-х років, гранатомет пройшов заводські випробування на дієздатність роботи механізмів та був представлений на одній з міжнародних конференцій у Академії сухопутних військ ім. Сагайдачного у Львові.
На жаль як і більшість зразків розроблених у цей період у серію він не пішов.